# Alicja Surowiec

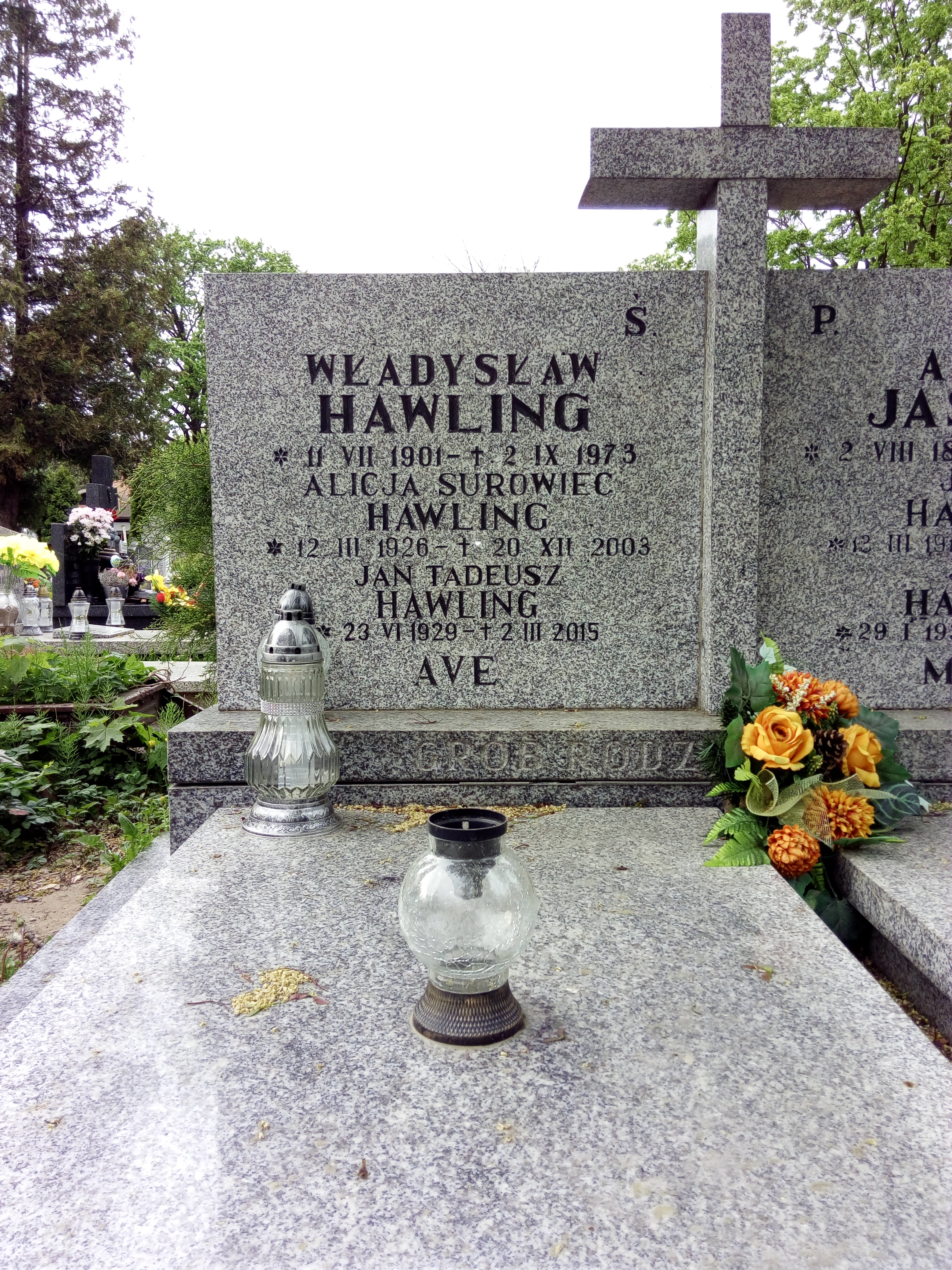
Miejsce pochówku Alicji Surowiec-Hawling na cmentarzu św. Wawrzyńca we Wrocławiu

Alicja Surowiec z d. Świdzińska (Alicja Świdzińska-Surowiec, potem Alicja Surowiec-Hawling; ur. 12 marca 1926, zm. 20 grudnia 2003 we Wrocławiu) – lekarz chorób zakaźnych, w latach 60. XX wieku zastępca ordynatora oddziału zakaźnego wrocławskiego szpitala przy ul. Piwnej.

## Życiorys
Córka Bogusława Świdzińskiego i Stanisławy z d. Tomczak, absolwentka gimnazjum im. Stanisława Staszica w Hrubieszowie (matura 1945).
Od lipca do września 1963, podczas epidemii ospy we Wrocławiu, kierowała utworzonym specjalnie na potrzeby leczenia osób chorych na ospę szpitalem w miejscowości Szczodre k. Wrocławia i urządzonym tam izolatorium, w którym przebywały osoby odbywające kwarantannę w związku z podejrzeniem o kontakt z chorymi.
Zmarła we Wrocławiu, pochowana została na cmentarzu św. Wawrzyńca przy ul. Bujwida w grobie rodzinnym Hawlingów, wraz z Janem Tadeuszem Hawlingiem (zm. 2015).

## Prace (wybór)
- Surowiec-Świdzińska A., Hawling J., Ospa prawdziwa u dzieci podczas wrocławskiej epidemii w 1963, Pediatria Polska 1967, 42, 5, s. 535–540